# Theater Hofpoort
Theater Hofpoort is een theater in Coevorden.

## Ontstaan en functie
Het theater is opgezet door de Stichting Cultuurpodium Coevorden (in december 2010 opgericht). Het theater zelf werd geopend in mei 2011 met een optreden van Ali B. Het theater heeft 175 zitplaatsen op een telescopische tribune en een gelijkvloers toneel van 5.50 x 10 meter. De naam van het theater is geïnspireerd op de naam van het nieuwe gemeentehuis met de naam Hof van Coevorden. Het complex van gemeentehuis en theater is ontworpen door architectenbureau RAU. De theaterzaal zelf is ook in gebruik als de raadszaal van het gemeentehuis..